# Patrik Sjöberg
Jan Niklas Patrik Sjöberg (født 5. januar 1965 i Göteborg) er en svensk tidligere højdespringer og tidligere indehaver af verdensrekorden i højdespring med 2,42 m. Denne højde kom han over i 1987, og han er fortsat næstbedste højdespringer i verden. Den eneste, der har overgået denne præstation, er cubaneren Javier Sotomayor, der har sprunget 2,45 m (1993).

## Karriere
Sjöbergs første internationale resultater kom i 1981, hvor han som 15-årig sprang 2,21 m. To år senere nåede han 2,33 m, og han deltog i sit første OL i 1984 i Los Angeles. Her klarede han uden problemer 2,24 m i kvalifikationen og var dermed klar til finalen. Fire deltagere, herunder Sjöberg, klarede 2,31, men kun tyske Dietmar Mögenburg og Sjöberg klarede 2,33 m, og da sidstnævnte ikke kom over 2,35 og Mögenburg gjorde dette, blev det tysk guld, mens Sjöberg ganske overraskende vandt sølv og verdensrekordholderen på den tid, kinesiske Zhu Jianhua fik bronze.
I 1985 vandt han alle (bortset fra én) konkurrencer, han stillede op i, herunder EM udendørs og VM indendørs. I 1987 vandt han først EM indendørs, hvorpå han slog sovjetiske Igor Paklins verdensrekord fra 1985 med én centimeter, hvilket skete ved DN Galan i Stockholm. Senere samme år blev han verdensmester med et spring på 2,38 m.
Han genvandt EM indendørs i 1988, og han deltog igen i OL, der blev afholdt i Seoul. Her klarede han ikke 2,28 m, som egentlig var kvalifikationskravet for at komme i finalen, men da der skulle mindst tolv deltagere her, rakte hans spring på 2,25 m til finaledeltagelse. I finalen klarede Sjöberg sine første højder i første forsøg, hvorpå han rev ned én gang på 2,36 m, hvilket blev hans endelige resultat. Hennadij Avdjejenko fra Sovjetunionen klarede som den eneste 2,38 m, hvilket sikrede ham guldet, mens amerikanske Hollis Conway, sovjetiske Rudolf Povarnitsyn og Sjöberg alle klarede 2,36 m. Sølvet gik til Conway, da han kom over denne højde i første forsøg, mens Sjöberg og Povarnitsyn delte bronzen, fordi de begge rev ned i første forsøg og ikke havde revet ned tidligere i finalen.
Derefter fulgte nogle år med knap så gode resultater ved de internationale mesterskaber - hans bedste frem til 1992 var bronze ved indendørs-VM i 1989. 1992 begyndte til gengæld fint for Sjöberg, da han blev indendørs-europamester for fjerde gang. Ved OL 1992 i Barcelona var cubaneren Sotomayor den store favorit efter at have forbedret Sjöbergs verdensrekord i 1988 og igen i 1989. Både Sotomayor og Sjöberg kom i finalen med spring på 2,26 m, og i finalen kom de begge over 2,34 m sammen med tre andre springere: amerikanske Hollis Conway, polske Artur Partyka og australske Tim Forsyth. Da ingen af de fem nåede højere, blev Sotomayor olympisk mester, idet han som den eneste ikke rev ned på 2,34, mens Sjöberg fik en ny sølvmedalje med blot den én nedrivning på vejen til 2,34 m, mens de tre øvrige alle fik bronze med to nedrivninger hver.
Sjöberg nåede endnu en international mesterskabsmedalje, da han vandt sølv ved indendørs-VM i 1993, men derpå gik karrieren langsomt ned ad bakke, indtil han indstillede den helt i 1998.
Fra 1987 godkendte det internationale atletikforbund indendørsverdensrekorder, og Sjöberg blev den første rekordindehaver med 2,41 m. Hans bedste udendørsresultat, verdens- og europarekorden på 2,42 m fra 1987, er fortsat gældende europarekord.

## Privatliv og livet efter sportskarrieren
I sin selvbiografi, Det du inte såg (2011), har Sjöberg fortalt om en opvækst i en skilsmissefamilie samt efterfølgende seksuelt misbrug fra sin stedfar, der også var hans træner. Han har siden engageret sig i arbejdet mod seksuelle overgreb af børn.
I begyndelsen af 2000'erne var Sjöberg med i et projekt med anlæggelse af en golfbane i Brasilien. Han blev gift med brasilianske Renata Rodrigues Cardoso i 2005; parret blev skilt otte år senere.
Han har i en periode været en efterspurgt foredragsholder, men samtidig har han haft et alvorligt alkoholmisbrug. I 2021 blev han alvorligt syg af COVID-19.
Han har en datter, Isabella Sjöberg (født 2000), med sin daværende samboer, Therese Lorentzon.

## Biografi
- Birgitta Sjöberg: Patrik Sjöberg – Att leva på hoppet, 1994, Sportförlaget i Europa AB. ISBN 9188540480, ISBN 9789188540485 (svensk)